# Wadi Musa
Wadi Musa (arabo: وادي موسى, letteralmente "Valle di Mosè") è una città situata nel governatorato di Ma'an, nel sud della Giordania. È il centro amministrativo del dipartimento di Petra  e la città più vicina al sito archeologico di Petra. Ospita molti hotel e ristoranti per i turisti e vi è un importante insediamento beduino a circa 2 km dalla città.

## Etimologia
Wadi Musa significa "Valle di Mosè" in arabo. Si dice che il profeta Mosè attraversò la valle e colpì l'acqua dalla roccia per i suoi seguaci sul sito di Ain Musa ("La sorgente d'acqua di Mosè" o "Pozzo di Mosè"). I Nabatei costruirono canali che portavano l'acqua da questa fonte alla città di Petra. Wadi Musa è stato anche soprannominato il "Guardiano di Petra". La tomba di Aronne, presunto luogo di sepoltura del biblico Aronne, fratello di Mosè, si trova sul vicino monte Hor.

## Clima
A Wadi Musa, c'è un clima semi-arido. La maggior parte delle piogge cade in inverno. La classificazione del clima di Köppen-Geiger è BSk. La temperatura media annuale di Wadi Musa è 15.5 °C. Circa 193 mm di precipitazioni cade ogni anno.

## Società

### Evoluzione demografica
A partire dal 2009, la popolazione di Wadi Musa era 17.085, con un rapporto tra maschi e femmine di 52.1 a 47.9 (8.901 maschi e 8.184 femmine), rendendolo il più popoloso insediamento del dipartimento di Petra. A partire dal censimento del 2004, il dipartimento di Petra, che comprende Wadi Musa e altri 18 villaggi, aveva una popolazione di 23.840 abitanti. La densità di popolazione della città era di 2,3 persone per dunam, ovvero 23 abitanti per ettaro, e il tasso di crescita della popolazione era del 3,2%.
La maggior parte della popolazione della città appartiene alla tribù dei Layathnah, i cui membri svolgono ruoli di guida nell'economia e nella politica della regione e dominano l'industria del turismo locale dal XX secolo.

## Economia
La città si trova a circa 250 chilometri da Amman, la capitale della Giordania, e 100 chilometri a nord della città portuale di Aqaba. Con oltre 50 hotel e molti ristoranti turistici, la sua economia è quasi interamente legata al turismo.
Il campus del College of Archaeology, Tourism & Hotel Management dell'Università Al-Hussein Bin Talal si trova a Wadi Musa.